# ヤロブシャ郡 (ミシシッピ州)
ヤロブシャ郡（英: Yalobusha County）は、アメリカ合衆国ミシシッピ州の北部に位置する郡である。2010年国勢調査での人口は12,678人であり、2000年の13,051人から2.9%減少した。郡庁所在地はウォーターバレー市（人口3,392人）、およびコーフィビル町（人口905人）の2つである。

## 歴史
「ヤロブシャ」とはインディアンの言葉で「オタマジャクシの場所」を意味している。郡ができる前の領域には、チョクトー族とチカソー族インディアンが住んでいた。
1816年、アンドリュー・ジャクソン将軍がチョクトー族とチカソー族の境界性を測量するよう命じた。この線は現在のヤロブシャ郡領域のほぼ対角線をなしている。1830年、ダンシングラビット・クリーク条約によって、チョクトー族がそのミシシッピの土地をアメリカ合衆国に譲渡した。その2年後、チカソー族がポントトク条約に調印し、その土地をアメリカ合衆国に譲渡した。両部族は西の現在はオクラホマ州にある新しい土地に移動した。
1833年、以前はインディアンの土地だった場所に、ミシシッピ州議会がヤロブシャを含む17郡の創設を承認した。
ヤロブシャ郡が公式に組織化され、最初の選挙は1834年2月21日に行われた。最初の警察理事会は、当時郡内最大の町だったヘンダーソンビルで最初の会合を開いた。
ヘンダーソンビルは長老派教会の伝道師ジョン・ヘンダーソンによって1798年に設立されていた。ヘンダーソンはこの地域最初の白人開拓者だった。その他に初期開拓地として、エリオット、チョキューマ、タスコホマ、ピッツバーグ、タラホーマ、プラマービル、プレストン、ファーサリア、サーディニア、ワシントンがあった。
最初の警察理事会会合では郡庁への土地の寄付を求めた。2回目の会合で場所を選定し、チョクトー族およびチカソー族との条約交渉でアメリカ合衆国代表となったジョン・コーフィ将軍に因み、そこをコーフィビルと名付けた。次の会議から新しい町で開催され、1837年には初代郡庁舎が建設された。
同年、郡北東部の初期開拓者の1人であるG・B・ラグズデールが現在のウォーターバレー近くに駅馬車の停車場を作った。1848年、その場所にオークランドの町が認可された。
最初に国勢調査が行われた1840年時点で、ヤロブシャ郡人口は12,248人だった。1844年、ラグズデールの停車場に郵便局が開設された。その3年後、郵便局と駅馬車の停車場はウィリアム・カーが所有する土地に移され、名前もウォーターバレーと改称された。
テネシー州出身で、1845年から1849年までアメリカ合衆国大統領を務めたジェームズ・ポークは、初期ヤロブシャ郡の著名土地所有者だった。1835年にコーフィビルの南にプランテーションを購入していた。1849年にポークが死んだ後、その妻がプランテーションを経営して、長年成功していたが、その後売却した。
1850年、郡人口は17,258人に増加した。1852年、カルフーン郡が設立され、ヤロブシャ郡東部境界にあった郡区がカルフーン郡に渡された。
1850年代後半、イリノイ・セントラル鉄道がテネシー州ジャクソンからグレナダまで支線を建設し、ウォーターバレーとコーフィビルを通った。イリノイ・セントラル鉄道はコーフィビルに駅を開設したいと考えたが、望み通りの土地が得られなかった。できて間もないウォーターバレーの住民が、鉄道会社の必要とする土地の寄付を申し出た。駅がウォーターバレーに作られ、直ぐにこの町が郡内最大の町に成長した。1858年、人口がまだ300人のときに公式に町に昇格した。
1860年の郡人口は16,952人に減少していた。ウォーターバレーは、ホテル2軒と幾つかの教会がある繁栄する町になっていた。最初の教会は1843年に建設された長老派教会だった。その2年後第一メソジスト教会が組織化され、1860年には第一バプテスト教会が続いた。
ニューオーリンズからオハイオ川に至る鉄道が完成すると、ウォーターバレーは南北戦争勃発時点でミシシッピ・セントラル鉄道の重要な鉄道町になっていた。
1862年、北軍のユリシーズ・グラント将軍が陸路ヴィックスバーグ市の攻略に向かったときに、ウォーターバレーの町を占領したが、コーフィビル北での戦闘で南軍に敗れ、撤退を強いられた。その退却時に北軍はウォーターバレーの町の大半を焼いた。
戦後、イリノイ・セントラル鉄道の駅がウォーターバレーに建設され、大量の新しい住民が町に入ってきた。1867年、ヤロブシャ郡最初の製造業であるヤコナ・ミルズは世界最大のより糸工場となった。
ミシシッピ州のレコンストラクション議会は多くの郡を創設した。1870年にはグレナダ郡が作られ、ヤロブシャ郡南部にあった2つの郡区を割譲した。
1873年3月、ヤロブシャ郡は2つの司法区に分割され、ウォーターバレーが2番目の司法区の郡庁所在地に指定された。ウォーターバレーの町はヤロブシャ郡とラファイエット郡の郡境に跨っていたので、州議会はラファイエット郡南部の幅2マイル (3 km) の帯状地を割譲させた
1873年、ティラドバの町が認可された。1880年のヤロブシャ郡人口は15,649人になっていた。
1889年、コーフィビルにあった2代目郡庁舎が火事で焼けた。この建物は1840年に25,000ドルを掛けて建設されていた。3代目の郡庁舎にも25,000ドルを掛けて1890年に建設した。この都市郡人口は16,629人だった。
1893年、著名な鉄道技師J・K・"ケーシー"・ジョーンズがテネシー州ジャクソンからウォーターバレーに移ってきた。1896年、ジャクソンに戻ったが、その4年後にジョーンズを有名にした列車事故で殉職した。
1896年、ウォーターバレーに新しい郡庁舎が建設されたが、16年後には失火で焼失した。第2司法区の事務所はウォーターバレー市役所に移されたが、それから1か月後には市役所も焼失した。火事の後に郡庁舎が再建され、三階が建て増されたが完成はしなかった。
1910年の国勢調査でヤロブシャ郡人口は21,519人となり、これがピークだった。1920年には18,738人に減少し、その後の50年間は着実に減り続けた。
1926年から1928年、ヤロブシャ郡は2回の経済的な挫折を経験した。1926年4月、450人を雇用していたヤコナより糸工場が火事で焼失した。翌年、イリノイ・セントラル鉄道がウォーターバレーにあった駅をパデューカに移転させることを始めた。1928年末までに、一時は800人以上を雇用していたこの駅が完全に閉鎖された。
1931年、ウォーターバレーで最初のスイカ・カーニバルが開催された。これは大きな成功であり、2万人の観衆を集めた。スイカ・カーニバルは毎年恒例の行事になり、ウォーターバレーが全国に認知されたので、1932年には「世界のスイカ首都」を名告った。1941年12月に第二次世界大戦が始まったことでスイカ・カーニバルは中断され、再開されたのは1980年になってからだった。それからは毎年8月第1土曜日に開催されている。
第二次世界大戦の後は郡内にほとんど製造業が残らず、1950年の人口は15,191人にまで落ち込んだ。1950年代初期、アメリカ陸軍工兵司令部が軍周辺で2つの洪水制御用貯水池の建設を始め、肥沃な低地数千エーカーを失う農夫にとっては悲劇だった。エニド湖とグレナダ湖はどちらも1955年に完成し、地元民や観光客にとって新たなレクリエーション地となった。
1960年の郡人口は12,502人、1970年には11,915人と底を打った。その後は幾らか回復し、1980年には13,139人となった。
1960年代以降は新しい産業が生まれ、経済発展に繋がった。現在では雇用数の大きな事業2つで2,000人以上を雇用しており、他の事業でも数百人を雇用している。

## 地理
アメリカ合衆国国勢調査局に拠れば、郡域全面積は495.00平方マイル (1,282.0 km2)であり、このうち陸地467.12平方マイル (1,209.8 km2)、水域は27.88平方マイル (72.2 km2)で水域率は5.63%である。

### 主要高規格道路
- 州間高速道路55号線
- アメリカ国道51号線
- ミシシッピ州道7号線
- ミシシッピ州道32号線

### 隣接する郡
- ラファイエット郡 - 北東
- カルフーン郡 - 東
- グレナダ郡 - 南
- タラハチー郡 - 西
- パノラ郡 - 北西

### 国立保護地域
- ホリースプリングス国立の森（部分）

## 人口動態

人口ピラミッド

以下は2000年の国勢調査による人口統計データである。
| 基礎データ - 人口: 13,051人 - 世帯数: 5,260 世帯 - 家族数: 3,597家族 - 人口密度: 11人/km2（28人/mi2） - 住居数: 6,224軒 - 住居密度: 5軒/km2（13軒/mi2） 人種別人口構成 - 白人: 60.46% - アフリカン・アメリカン: 38.66% - ネイティブ・アメリカン: 0.21% - アジア人: 0.08% - その他の人種: 0.09% - 混血: 0.41% - ヒスパニック・ラテン系: 0.97% | 年齢別人口構成 - 18歳未満: 25.6% - 18-24歳: 8.9% - 25-44歳: 26.1% - 45-64歳: 23.8% - 65歳以上: 15.7% - 年齢の中央値: 38歳 - 性比（女性100人あたり男性の人口） - 総人口: 91.3 - 18歳以上: 86.2 世帯と家族（対世帯数） - 18歳未満の子供がいる: 29.7% - 結婚・同居している夫婦: 46.6% - 未婚・離婚・死別女性が世帯主: 17.6% - 非家族世帯: 31.6% - 単身世帯: 28.7% - 65歳以上の老人1人暮らし: 14.0% - 平均構成人数 - 世帯: 2.46人 - 家族: 3.02人 | 収入と家計 - 収入の中央値 - 世帯: 26,315米ドル - 家族: 31,801米ドル - 性別 - 男性: 27,009米ドル - 女性: 20,236米ドル - 人口1人あたり収入: 14,953米ドル - 貧困線以下 - 対人口: 21.8% - 対家族数: 19.5% - 18歳未満: 30.1% - 65歳以上: 21.2% |

## 都市と町

### 都市
- ウォーターバレー - 郡庁所在地

### 町
- コーフィビル - 郡庁所在地
- オークランド
- ティラトバ

### 未編入の町
- スコビー

## 著名な出身者
- ジェームズ・ポーク大統領、1835年にコーフィビル南のプランテーションを購入した